# Symbole der Natur der Kanarischen Inseln
Dies ist eine Liste von pflanzlichen und tierischen Symbolen der Kanarischen Inseln. Diese Arten wurden als Symbole durch Gesetzesdekret vom 30. April 1991 von der Regierung der Kanarischen Inseln festgelegt.
Symbole der gesamten Kanarischen Inseln:
| Region            | Natürliches Symbol                                                                | Bild |
| ----------------- | --------------------------------------------------------------------------------- | ---- |
| Kanarische Inseln | Serinus canaria (Kanarengirlitz) und Phoenix canariensis (Kanarische Dattelpalme) |      |

Symbole der einzelnen Inseln:
| Insel         | Natürliches Symbol                                           | Bild |
| ------------- | ------------------------------------------------------------ | ---- |
| El Hierro     | Gallotia simonyi machadoi und Juniperus phoenicea            |      |
| La Gomera     | Columba junoniae und Persea indica                           |      |
| La Palma      | Pyrrhocorax pyrrhocorax barbarus und Pinus canariensis       |      |
| Tenerife      | Fringilla teydea und Dracaena draco                          |      |
| Gran Canaria  | Canis lupus familiaris und Euphorbia canariensis             |      |
| Fuerteventura | Chlamydotis undulata fuertaventurae und Euphorbia handiensis |      |
| Lanzarote     | Munidopsis polymorpha und Euphorbia balsamifera              |      |